# Smith le taciturne
Pour plus de détails, voir Fiche technique et Distribution.
Smith le taciturne (Whispering Smith) est un film américain réalisé par Leslie Fenton sorti en 1948.
Le film est une adaptation d'un roman de Frank H. Spearman.

## Synopsis
Luke Smith, employé par une compagnie de chemins de fer est à la poursuite des frères Barton. Blessé au cours d'une attaque de train, Murray Sinclair, un vieil ami, le ramène chez lui pour le soigner. Smith découvre que Murray a pour relation un certain Rebstock, criminel qui cache le dernier des frères Barton. Smith essaye de faire revenir Murray dans le droit chemin, mais en vain.

## Distribution
- Alan Ladd : Luke Smith
- Robert Preston : Sinclair Murray
- Brenda Marshall : Marioin Murray
- Donald Crisp : Barney Rebstock
- Fay Holden : Emmy Dansing
- Frank Faylen : Whitey Du Sang
- John Eldredge : George McCloud
- J. Farrell MacDonald : Bill Baggs
- Frank Hagney (non crédité) : Frank